# Visit Donard
Visit Donard (thailändisch วิสิทธิ์ ดอนอาจ, * 6. September 1991) ist ein thailändischer Fußballspieler.

## Karriere
Visit Donard spielt seit mindestens 2019 für den Lampang FC. Der Verein aus Lampang spielt in der zweiten Liga des Landes, der Thai League 2. Wo er vorher gespielt hat, ist unbekannt. Für Lampang absolvierte er 45 Zweitligaspiele. Zu Beginn der Saison 2021/22 unterschrieb er einen Vertrag beim Zweitligaaufsteiger Lamphun Warriors FC. Am Ende der Saison feierte er mit dem Verein aus Lamphun die Meisterschaft der zweiten Liga und den Aufstieg in die erste Liga. Für die Warriors absolvierte er elf Zweitligaspiele. Nach dem Aufstieg verließ er den Verein und schloss sich dem Drittligisten Phitsanulok FC an. Mit dem Verein aus Phitsanulok spielte er in der Northern Region der Liga. Am Ende der Saison 2022/23 wurde er mit dem Verein Meister der Region. In den Aufstiegsspielen zur zweiten Liga konnte man sich jedoch nicht durchsetzen. Nach zwölf Ligaspielen wechselte er im Sommer 2023 zum Drittligaaufsteiger und Ligakonkurrenten Khelang United FC. Mit dem Verein aus Lampang spielt er in der Northern Region der Liga.

## Erfolge
Lamphun Warriors FC
- Thailändischer Zweitligameister: 2021/22  ▲

Phitsanulok FC
- Thai League 3 – North: 2022/23